# RS Sagittarii
RS Sagittarii (RS Sgr / HD 167647 / HR 6833) es un sistema estelar de magnitud aparente +6,03
situado en la constelación de Sagitario.
De acuerdo a la nueva reducción de los datos de paralaje del satélite Hipparcos, se encuentra a 1110 años luz del sistema solar.
RS Sagittarii es un estrella triple; dos de las estrellas conforman una binaria cercana «semidesprendida», lo que implica que una de las estrellas llena su lóbulo de Roche, provocando que esta estrella ceda materia a su acompañante o a un disco de acreción.
La componente primaria de este subsistema es una subgigante —aunque también podría no haber abandonado la secuencia principal— de tipo espectral B3IV/V.
Tiene una temperatura aproximada de 15.400 K —18.700 K según otra fuente— y es unas 1900 veces más luminosa que el Sol.
Con una masa de 7,2 masas solares, su radio es 5,1 veces más grande que el del Sol.
La componente secundaria de esta binaria es una estrella blanca de la secuencia principal de tipo A2V y 8970 K de temperatura.
Es 2,41 veces más masiva que el Sol y posee un radio 4,1 veces más grande que el radio solar.
El período orbital de esta binaria es de 3,4157 días y el par constituye una binaria eclipsante.
En el eclipse principal el brillo de la estrella disminuye 0,96 magnitudes mientras que en el secundario el descenso de brillo es de 0,27 magnitudes.
Una tercera estrella orbita alrededor del par interior.
Los parámetros orbitales no son bien conocidos, ya puede emplear más de 440.000 años en completar una órbita alrededor de la binaria eclipsante.
Es una estrella de tipo A1V con una masa casi tres veces superior a la del Sol.
El sistema tiene una edad estimada de 27 millones de años.